# Lac des Chavonnes

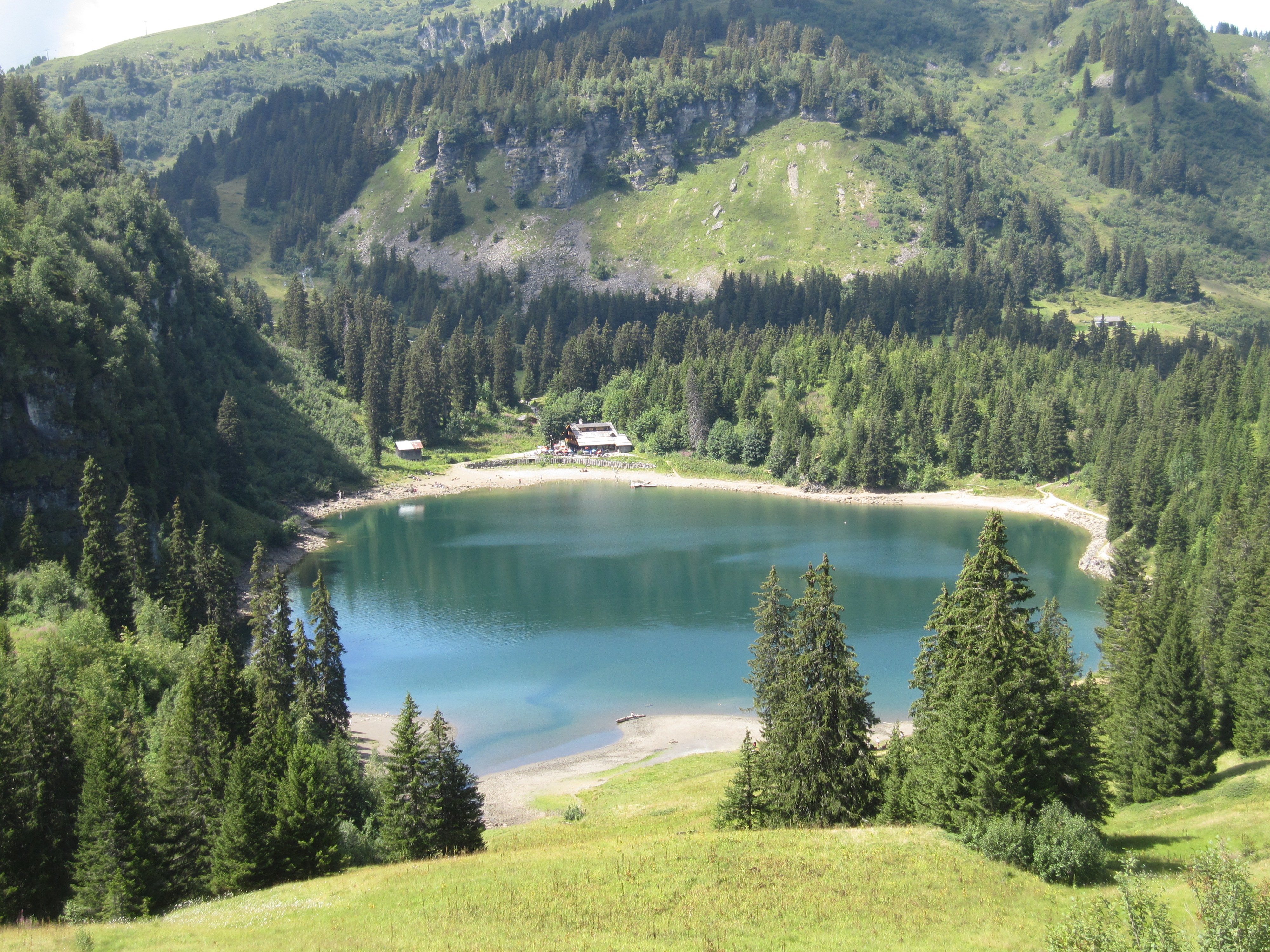
Lac des Chavonnes

Il Lago di Chavonnes (in francese Lac des Chavonnes) è un lago alpino svizzero del Canton Vaud, nel territorio del comune di Ollon sopra la località di Villars-sur-Ollon. 
La sua superficie è di circa cinque ettari.
Nella stessa zona sono anche altre due piccoli laghi, il ‘’Lac noir’’ ed il ‘’Lac de Bretaye’’. La zona è raggiungibile con una facile escursione procedendo dalla stazione terminale della ferrovia a cremagliera che sale da Villars-sur-Ollon al Col de Bretaye.

## Fauna
Nel lago vivono varie specie di pesci, quali le trote (fario e arcobaleno), il pesce persico ed il cavedano.